# Пътен инцидент на автомагистрала „Струма“ (2021)
Пътният инцидент на АМ „Струма“ се случва на 23 ноември 2021 г. край Пернишкото село Боснек.
Около 2:00 след полунощ, северно македонски пътнически автобус катастрофира на автомагистрала „Струма“. Загиналите в катастрофата са 45, включително 12 деца. 7 души се спасяват. Сред загиналите е и шофьорът на автобуса.

## Инцидент
Малко след 2 ч. през нощта на 23 ноември 2021 г., при движение в гъста мъгла, пътнически автобус се "нанизва" на мантинела и се запалва на АМ „Струма“, близо до село Боснек. Голямо парче мантинела се е „нанизало“ в автобуса при гумата до предната врата, открита е „нагъната на хармоника“ и резервоарът, който е пластмасов, е разрушен. Пламъците избухват след удар на превозното средство в мантинелата, тъй като липсват около 20 – 30 метра мантинели, които автобусът е отнесъл на около 100 метра.
В автобуса, пътуващ от Истанбул към Скопие е имало общо 52 души. Пламъците избухват при предната врата. При удара с мантинелата и втората врата на автобуса е блокирана от ламарини и мантинели и повечето пътници загиват в опит да я отворят. В най-задната част на автобуса един пътник успешно счупва задното стъкло и така бягат 7-те оцелели от горящия автобус – момиче на 16 години и шестима възрастни. Всички те са транспортирани в болница „Пирогов“ в стабилно състояние, без опасност за живота. Шестима от тях са с изгаряния, а един – с травма на крака.
Пътниците, които са успели да напуснат автобуса, са излезли сами. Част от загиналите са били открити струпани около една от вратите.
Заради инцидента, 24 ноември 2021 г. е обявен за ден на национален траур в България и 3-дневен в Северна Македония.
Съдът в Скопие осъди Беким Хаджиу, който е собственик на автобуса. Той ще трябва да лежи година и осем месеца в затвор, да плати глоба от 13 000 евро и няма да може да превозва пътници през следващите четири години. Той и фирмата бяха обвинени, защото няколко пъти фалшифицирали документите, за да може автобусът да премине македонско-българската граница. Разрешение за международен превоз на пътници изобщо не е издадено от компетентното министерство в Скопие. Автобусът дори е преминал държавната граница 113 пъти без валидно разрешително за превоз на пътници.
Човешка грешка е основната версия на разследващите. Според експертиза шофьорът е карал със 108 км. в час по време на сблъсъка, при разрешени 90 км. в час.